# Anthony Mendy
Anthony Mendy (Marsiglia, 5 ottobre 1983) è un giocatore di beach soccer francese, di ruolo difensore.